# Verfassung der Demokratischen Bundesrepublik Äthiopien
Die derzeitige Verfassung der Demokratischen Bundesrepublik Äthiopien wurde am 8. Dezember 1994 von der Übergangsregierung Äthiopiens angenommen und trat am 22. August 1995 in Kraft.
Die Bundesverfassung von 1995 ist die vierte Verfassung in der Geschichte Äthiopiens. Die neun einzelnen Bundesstaaten haben jeweils eigene Verfassungen.

## Inhalt
Die Verfassung bestimmt ein parlamentarisches Regierungssystem und eine föderale Verwaltungsgliederung, welche auf den neun ethnisch basierten Regionen (kililoch) fundiert. Das äthiopische Parlament soll ein Zweikammersystem haben. Die Verfassung erhält die Tradition der Trennung von Staat und Kirche aufrecht, welche seit 1974 besteht und enthält zahlreiche einklagbare fundamentale Menschenrechte und Grundfreiheiten. Es garantiert, dass sämtliche Sprachen in Äthiopien gleichwertige Anerkennung seitens des Staates genießen, obwohl Amharisch in der Verfassung gleichzeitig als Arbeitssprache der Bundesregierung spezifiziert wird.
Äthiopien hat eine lange Tradition der hoch personenorientierten und stark zentralisierten Regierungsführung, ein Muster, dem die aktuelle Regierungskoalition unter der Revolutionären Demokratischen Front der Äthiopischen Völker weiterhin folgt, obwohl die Verfassung die Macht des Bundes limitiert. Für die Einhaltung der Verfassung durch den Ministerrat, das Kabinett der Bundesregierung, wacht der Verfassungsrat.

## Gliederung und Aufbau
Beginnend mit der Präambel, besteht die Verfassung aus 106 Artikeln und ist unterteilt in elf Kapitel:
1. Kapitel: Allgemeine Bestimmungen
2. Kapitel: Fundamentale Prinzipien der Verfassung
3. Kapitel: Grundrechte und Grundfreiheiten
4. Kapitel: Struktur des Staates
5. Kapitel: Struktur und Teilung der Gewaltenteilung
6. Kapitel: Die Bundeskammern
7. Kapitel: Der Bundespräsident der Republik
8. Kapitel: Die exekutive Macht
9. Kapitel: Struktur und Macht der Gerichte
10. Kapitel: Prinzipien und Ziele der nationalen Politik
11. Kapitel: Diverse Bestimmungen